# Generació i recombinació de portadors

Estructura de banda electrònica d'un material semiconductor.

En la física de l'estat sòlid dels semiconductors, la generació de portadors i la recombinació de portadors són processos pels quals els portadors de càrrega mòbils (electrons i forats d'electrons) es creen i s'eliminen. Els processos de generació i recombinació de portadors són fonamentals per al funcionament de molts dispositius semiconductors optoelectrònics, com ara els fotodíodes, els díodes emissors de llum i els díodes làser. També són fonamentals per a una anàlisi completa dels dispositius d'unió pn com els transistors d'unió bipolar i els díodes d'unió pn.
El parell electró-forat és la unitat fonamental de generació i recombinació en semiconductors inorgànics, que correspon a la transició d'un electró entre la banda de valència i la banda de conducció on la generació d'electrons és una transició de la banda de valència a la banda de conducció i la recombinació condueix a un transició inversa.

La imatge següent mostra el canvi en l'excés de portadors que s'estan generant (verd: electrons i morat: forats) amb una intensitat de llum creixent (taxa de generació/cm^{3}) al centre d'una barra de semiconductor intrínseca. Els electrons tenen una constant de difusió més alta que els forats, la qual cosa condueix a menys electrons en excés al centre en comparació amb els forats.

Com altres sòlids, els materials semiconductors tenen una estructura de banda electrònica determinada per les propietats del cristall del material. La distribució d'energia entre electrons es descriu pel nivell de Fermi i la temperatura dels electrons. A la temperatura zero absolut, tots els electrons tenen energia per sota del nivell de Fermi; però a temperatures diferents de zero els nivells d'energia s'omplen seguint una distribució de Fermi-Dirac.
En els semiconductors no dopats, el nivell de Fermi es troba al mig d'una banda prohibida o banda intercalada entre dues bandes permeses anomenades banda de valència i banda de conducció. La banda de valència, immediatament per sota de la banda prohibida, normalment està gairebé completament ocupada. La banda de conducció, per sobre del nivell de Fermi, normalment està gairebé completament buida. Com que la banda de valència està gairebé plena, els seus electrons no són mòbils i no poden fluir com a corrent elèctric.
Tanmateix, si un electró de la banda de valència adquireix prou energia per arribar a la banda de conducció (com a resultat de la interacció amb altres electrons, forats, fotons o la mateixa xarxa cristal·lina vibrant), pot fluir lliurement entre les bandes d'energia de conducció gairebé buides. A més, també deixarà enrere un forat que pot fluir com a corrent exactament com una partícula carregada físicament.
La generació de portadors descriu processos mitjançant els quals els electrons guanyen energia i es mouen de la banda de valència a la banda de conducció, produint dos portadors mòbils; mentre que la recombinació descriu processos pels quals un electró de banda de conducció perd energia i torna a ocupar l'estat energètic d'un forat d'electrons a la banda de valència.
Aquests processos han de conservar tant l'energia quantificada com l'impuls del cristall, i la xarxa vibrant té un paper important en la conservació de l'impuls ja que, en les col·lisions, els fotons poden transferir molt poc impuls amb relació a la seva energia.